# Highclere Castle
Artykuł ten został zgłoszony do umieszczenia na stronie głównej w rubryce „Czy wiesz”.
Pomóż nam go sprawdzić: oceń zgłoszoną nominację.
Highclere Castle – rezydencja arystokratyczna w południowej Anglii, w hrabstwie Hampshire, położona w pobliżu wsi Highclere, około 5 km na południe od miasta Newbury. Wzniesiona w XVIII wieku, jest siedzibą hrabiów Carnarvon.
Rezydencja wpisana jest do rejestru zabytkowych budynków jako obiekt klasy I (najwyższej) i udostępniana jest zwiedzającym. Otaczają ją tereny parkowo-ogrodowe o powierzchni 430 hektarów, również stanowiące zabytek klasy I.

## Historia
Obszar ten od 749 roku przez ponad osiem wieków znajdował się w posiadaniu biskupów Winchesteru. Wygrodzony został tu teren łowiecki, na którym utrzymywano populację jeleni, oraz stworzono stawy rybne. Co najmniej od XIII wieku znajdował się tutaj pałac biskupi, ulokowany w miejscu obecnie istniejącej rezydencji bądź nieopodal. W 1551 roku posiadłość skonfiskował król Edward VI, po czym podarował ją rodzinie Fitzwilliam. Kilkakrotnie zmieniała właścicieli; w połowie XVII wieku odnotowano w tym miejscu istnienie rezydencji z ogrodami.
W 1679 roku posiadłość nabył Robert Sawyer, pełniący urząd prokuratora generalnego. Od tego czasu znajduje się ona w posiadaniu jego potomków, którzy, począwszy od jego prawnuka Henry’ego Herberta, od 1794 roku tytułowani są hrabiami Carnarvon.
Obecna rezydencja została wzniesiona w XVIII wieku. W 1839 rozpoczęto jej przebudowę, która nadała jej obecny kształt, zgodnie z projektem Charlesa Barry’ego. W ramach prac dobudowano cztery narożne wieże i większą centralną, które nadają budowli formę wywołującą skojarzenia do Pałacu Westminsterskiego (również zaprojektowanego przez Barry’ego, w tym samym okresie). Pierwotnie skromnie zdobione fasady zostały przebudowane w stylu nawiązującym do elżbietańskiego, wzorowane na dworze Wollaton Hall. Przebudowie poddano również wnętrza, w latach 60. XIX wieku, w co zaangażowany był Thomas Allom. Tereny parkowo-ogrodowe w obecnym kształcie zostały zasadniczo rozplanowane pod koniec XVIII wieku, bazują na projekcie stworzonym około 1770 roku przez Lancelota „Capability” Browna.
Podczas I wojny światowej na terenie posiadłości funkcjonował szpital dla rannych żołnierzy, w którego organizacji uczestniczyła Almina Herbert, hrabina Carnarvon. Jej mąż, pan domu, George Herbert, 5. hrabia Carnarvon, był egiptologiem, który sfinansował  poszukiwania w Dolinie Królów zakończone odkryciem grobowca Tutanchamona (1922). Od 2003 roku w Highclere Castle znajduje się związana z tym wydarzeniem wystawa staroegipskich artefaktów.

## Opis
Budynek o trzech kondygnacjach rozplanowany na planie zbliżonym do prostokąta, wokół centralnego holu o przeszklonym dachu. Trzy symetrycznie zdobione fasady w stylu elżbietańskim – północna (wejściowa), wschodnia i południowa. Fasady północna i południowa w środkowej części wyższe, czterokondygnacyjne. Po stronie zachodniej odrębne architektonicznie skrzydło w stylu Tudorów. W każdym z czterech narożników wieże alkierzowe o czterech kondygnacjach. Większa wieża centralna o pięciu kondygnacjach przesunięta na zachód względem osi symetrii budynku. Budynek ma konstrukcję ceglaną, elewacje wykonane w formie muru ciosowego z bloków wapiennych, które pochodzą z kamieniołomów w okolicach miasta Bath (Bath stone). Wewnątrz budynku znajduje się około 250–300 pomieszczeń.

## W kulturze
Highclere Castle zyskał międzynarodową renomę za sprawą serialu telewizyjnego Downton Abbey (2010–2015) oraz ekranizacji kinowych stanowiących jego kontynuację (Downton Abbey, Downton Abbey: Nowa epoka). Rezydencja była planem zdjęciowym, odgrywając rolę tytułowej posiadłości Downton Abbey.
Rezydencja już wcześniej pojawiała się w filmach The Missionary (1982), The Secret Garden (1987) i  Oczy szeroko zamknięte (1999), serialu Jeeves and Wooster (1990–1993), a także w teledysku do piosenki Heaven Johna Legenda (2006).

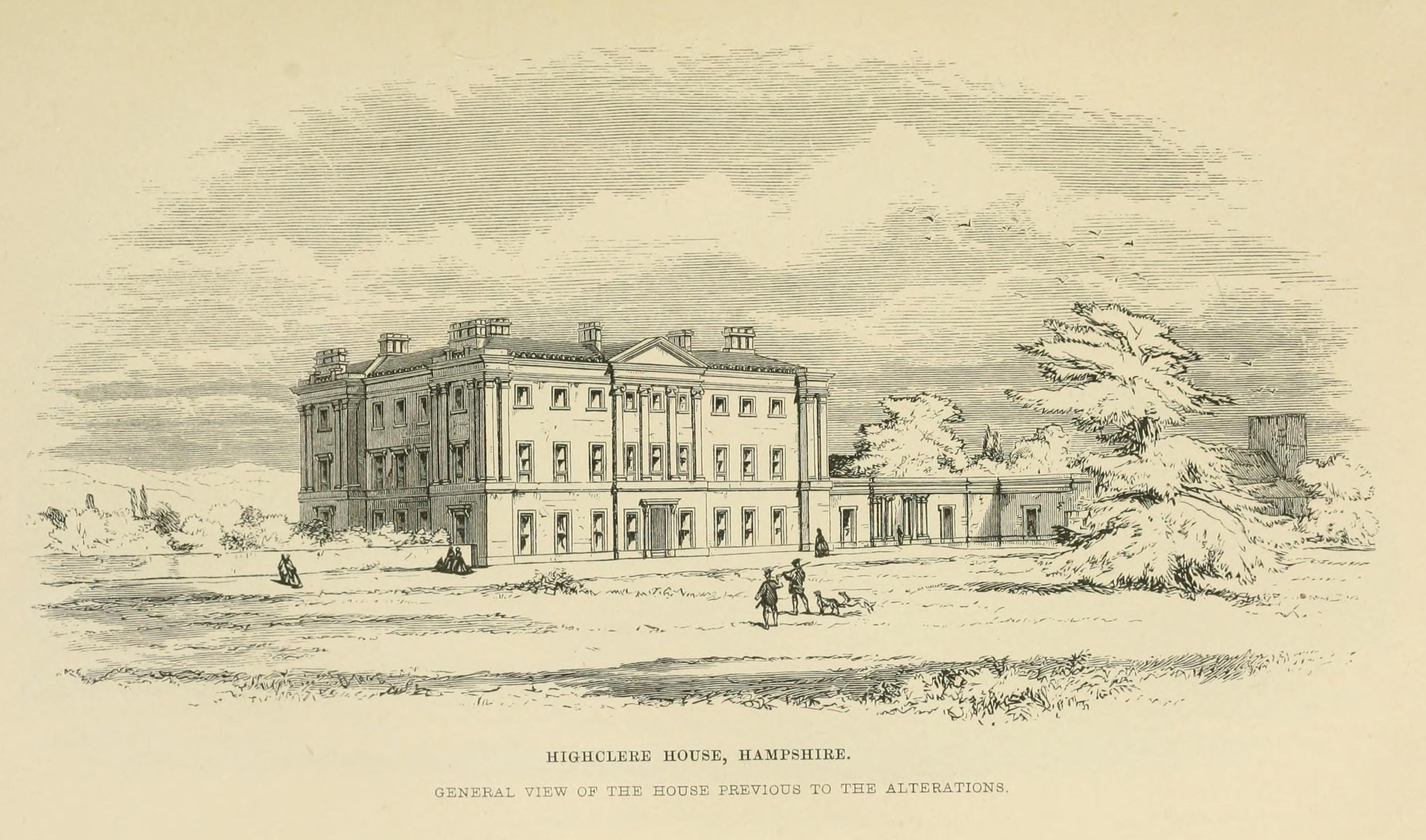
Highclere House w kształcie z XVIII wieku
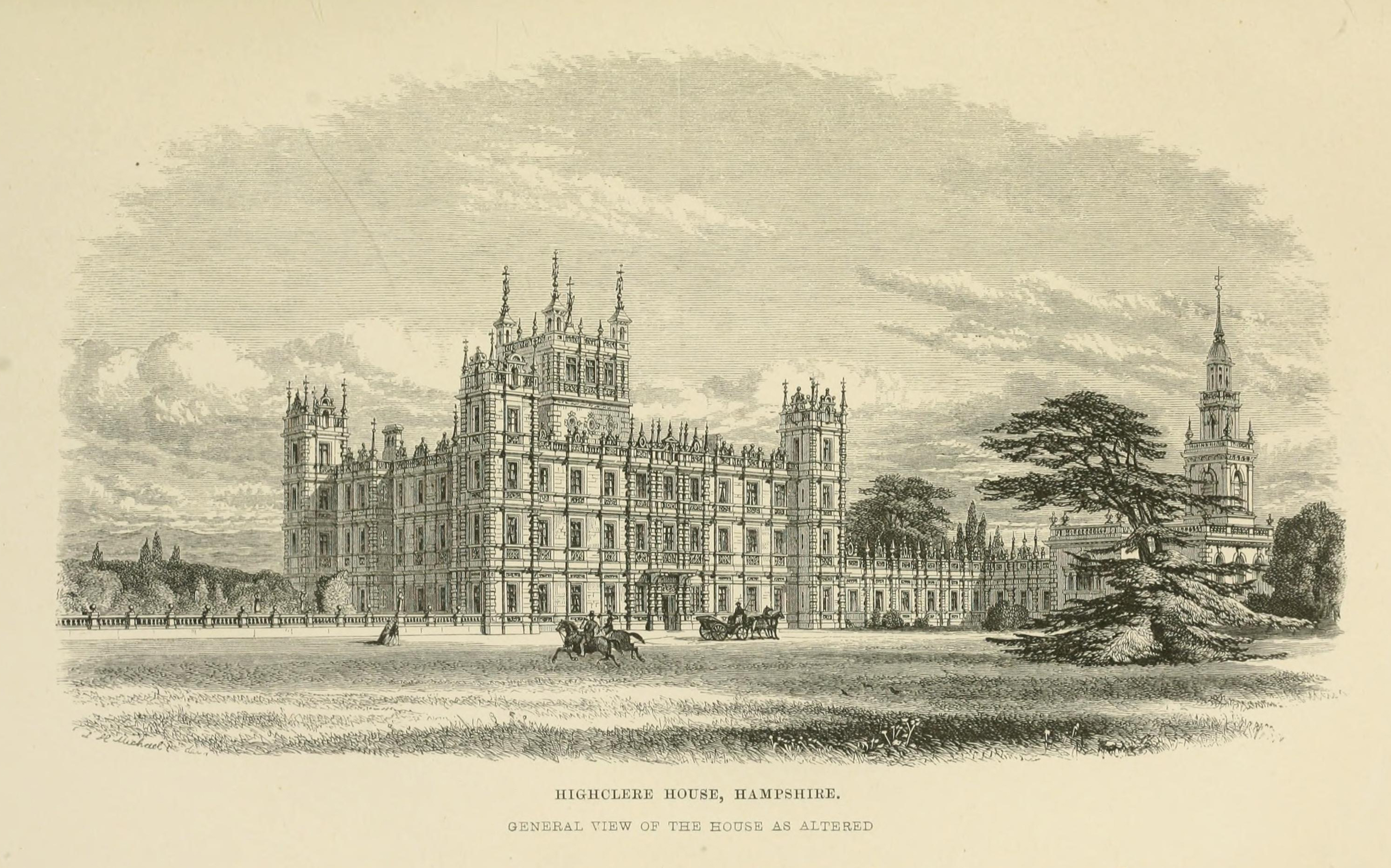
Highclere House po przebudowie według projektu Charlesa Barry’ego
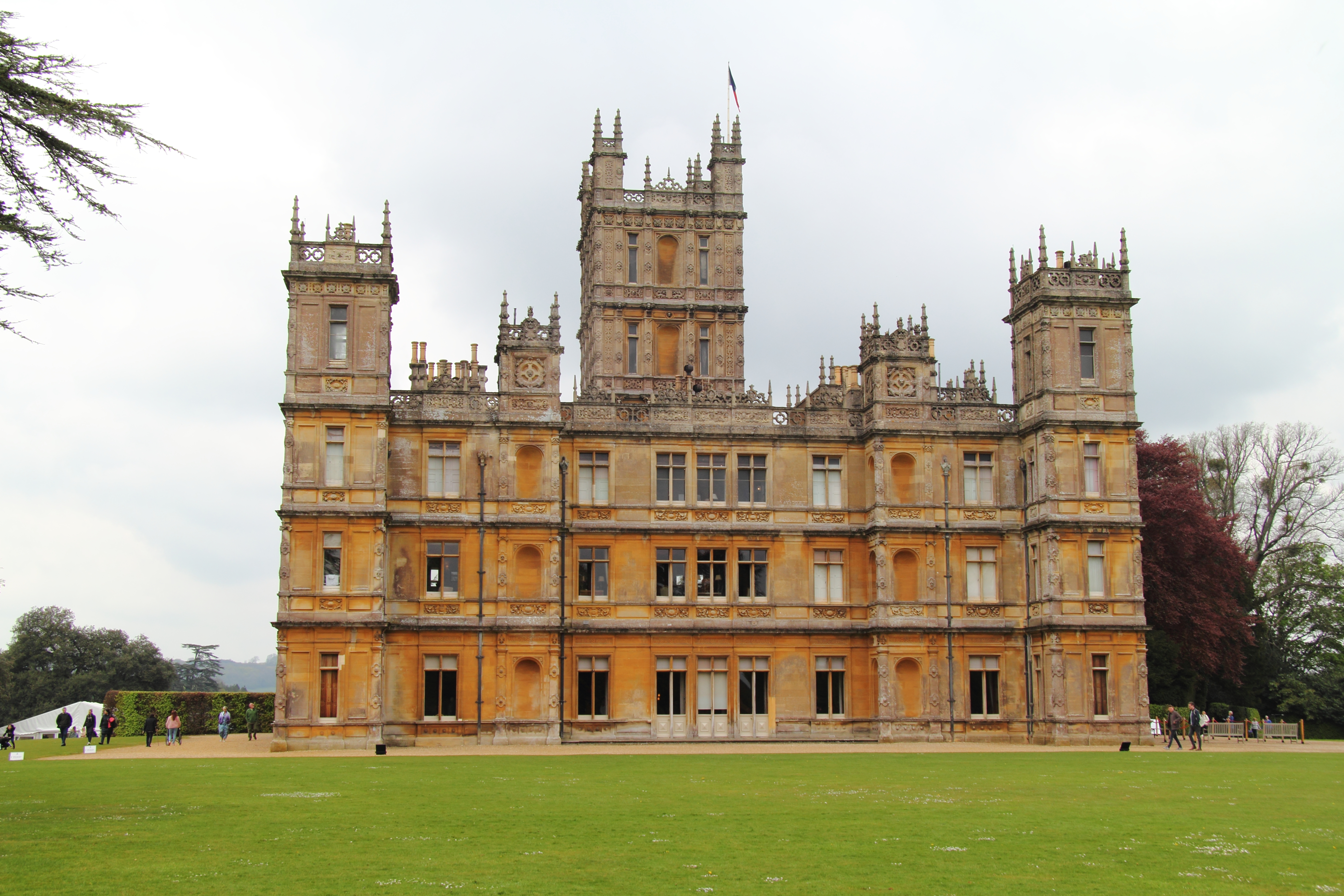
Fasada wschodnia
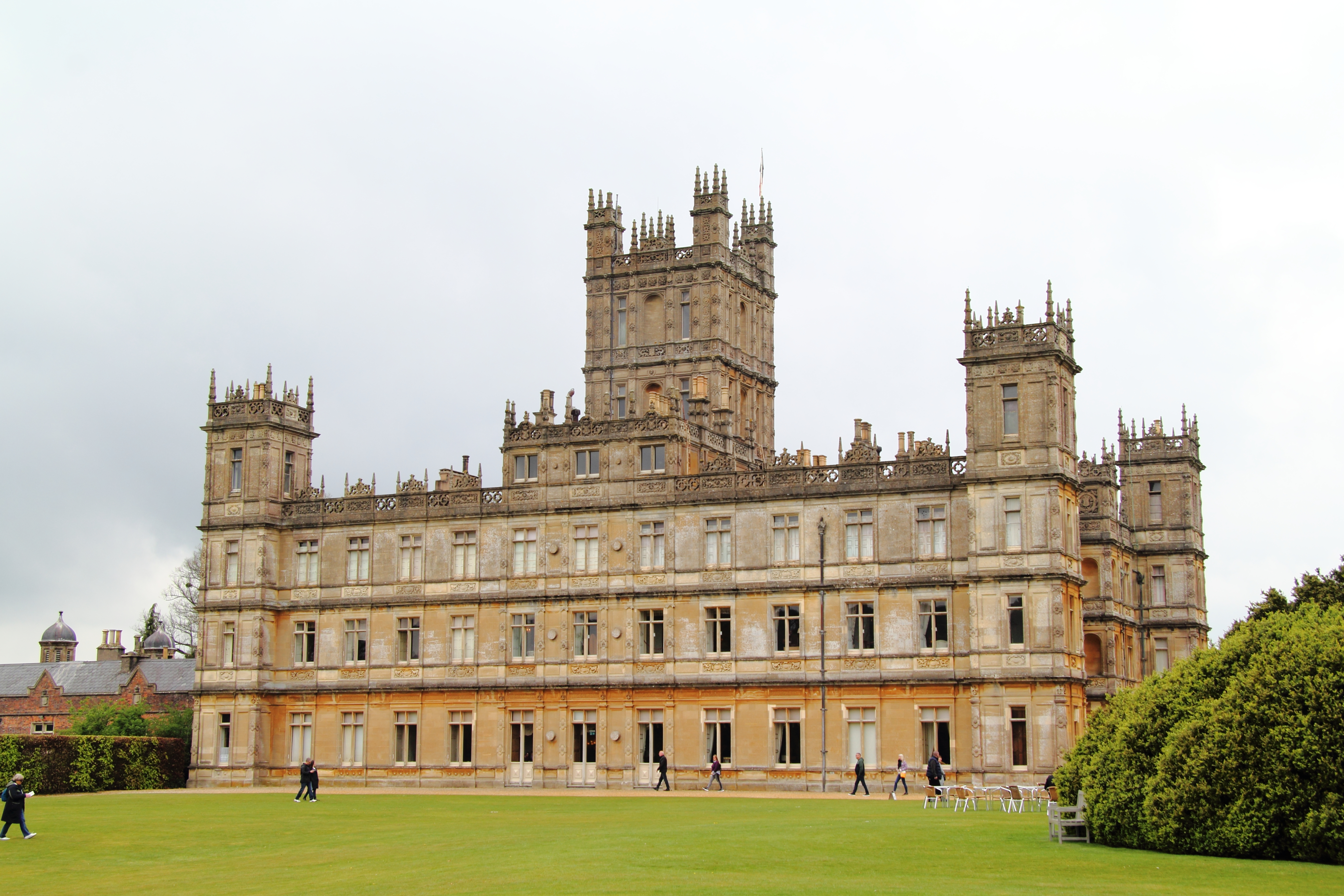
Fasada południowa